# Maurice Roelants
Maurice Roelants (Gand, 19 dicembre 1895 – Sint-Martens-Lennik, 25 aprile 1966) è stato uno scrittore e poeta belga, grande analista della società urbana a lui contemporanea.
Ha ricevuto per due volte il "Premio dello Stato" per la Letteratura fiamminga: nel 1930 per la Prosa e nel 1950 per la Poesia.